# Democracia en Movimiento
Democracia en Movimiento (en alemán: Demokratie in Bewegung, DiB) es un partido político alemán. La base para la fundación del partido fue una petición en change.org, en la cual los solicitantes prometieron postularse como partido en septiembre de 2017 en las elecciones federales si la petición alcanzaba al menos 100.000 firmas, a las que se llegó el 20 de julio de 2017. Una vez logrado esto, el partido Democracia en Movimiento se estableció el 29 de abril de 2017 en Berlín.
Los primeros líderes del partido fueron Alexander Plitsch y la actriz Julia Beerhold. Posee asociaciones estatales en los 16 estados federados de Alemania.
Ha participado en varias elecciones estatales, y en las elecciones federales de 2017 obtuvo un 0.1% de los votos. En las elecciones federales de 2021 obtuvo el mismo porcentaje.